# 遥かなる西部
『遥かなる西部 わが町センテニアル』（Centennial）は、アメリカのテレビドラマシリーズ。
原作はジェイムズ・A・ミッチェナー。アメリカ建国200周年を記念して米・ユニバーサルテレビが制作、NBCネットワークで放送された。西部開拓時代から1970年代までの約200年、6世代にわたって、コロラドに設定された架空の町センテニアルを舞台にそこに暮らす人々の勇気ある姿を壮大なスケールで描く叙事詩。全12話。本国アメリカでは第1話と最終話は3時間枠（正味約135分程）、その他の通常回は2時間枠（正味約90分）で放送されたが、日本での放送時間はそれぞれ約15分前後短縮されている。米国ではVHS、DVDが発売されているが、日本語字幕及び吹き替え付きの日本盤は未発売である。
- 制作：ユニバーサルテレビ
- 配給：NBC
- 日本ではNHKで放送（1982年2月20日〜5月1日、日曜20時45分〜22時。但し第1話と第12話は土曜20時〜22時）

## あらすじ

### 第1話・第2話
時は18世紀の中頃、1766年。アラパホ族の少年レームビーバーは、一族の勇士である父親が戦いの中で勇敢な死を遂げた事を報らされる。レームビーバー少年は自分も父の様な勇士になることを誓う。時は過ぎ、18世紀も終りを迎えようとしている1795年、フランス系カナダ人のパスキネルは一攫千金を夢見てコロラドの奥地・プラット川周辺に住む先住民たちの集落へ毛皮の買い付けにやって来た。今やアラパホの族長となったレームビーバーはパスキネルの勇気に惚れこみ、互いに心を許し合う仲となる。スコットランド人青年アレキサンダー・マキーグは、ポーニー族に捕えられていたところをパスキネルに救われ、ふたりは商売のパートナーになる。様々な危機や苦難を共に乗り越えながら二人の冒険の旅は続く。マキーグはレームビーバーの娘クレイバスケットと恋に落ちる。交易基地セントルイスに戻ったパスキネルはドイツ人銀細工師ハーマン・バックワイスからの援助を得る為にその娘リーザと結婚するが、平穏な暮らしに収まるつもりのない彼は再び危険な奥地への交易の旅に出る。その頃アラパホとポーニーの部族間抗争が激化、レームビーバーは勇士であった自分の父親がそうしたように杭に縄で足を縛り付けて戦い、戦死する。パスキネルは生前レームビーバーが発見して銃弾の代わりに使用したという黄金の出所を探るため、クレイバスケットと重婚する。彼女はマキーグへ思いを残しつつも父親の遺言には逆らえず、パスキネルと夫婦になる決意をしたのだった。それを複雑な思いで見つめるマキーグ。パスキネルは二重生活を送りながらも取り憑かれたように金鉱を探し求める。しかし成果は上がらないまま幾多の歳月が過ぎ、パスキネルは自らの身体に忍び寄る老いを感じていた。ある日いつものように川浚いをしていた彼は、砂利の中に金色に輝く光を見つける・・・

### 第3話以降
パスキネルの死後、マキーグはクレイバスケットと結婚して陸軍の御用商人となり、のちに町に昇格してセンテニアルと名づけられる事となる砦で生活する。そして時は流れ、物語は彼らの息子・娘たちの世代へと受け継がれていく。アラパホの族長として白人と死闘を繰り広げるパスキネルの二人の息子、ジェイクとマイク。彼らの妹ルシンダと結婚してセンテニアルの名士となっていくアーミッシュの青年リーヴァイ・ゼント。ゴールドラッシュの波に乗ってアメリカへ渡るも、土を愛し大地に根付いていくドイツ系移民の農夫ハンス・ブルンバー。白人と先住民間の争いに終止符を打つべく奮闘する陸軍少佐マクスウェル・マーシー。先住民虐殺で悪名を馳せる義勇軍大佐フランク・スキマホーンと、父と決別し自分の道を模索する息子のジョン・スキマホーン。テキサスからコロラドまでの長い道のりを三千頭の牛を運ぶ牛追いのベテラン、R・J・ポティート。広大なコロラドの平原での牧場経営を夢見る英国紳士オリヴァー・シーカムとその妻シャルロット。ふたりを支える牧童頭のジム・ロイド。美人局の末に犯した殺人で得た大金を元手に、不動産詐欺で富豪へと成り上がっていくメルヴィン・ウェンデルとその妻モード。夫妻に疑惑の目を向けるアクセル・ドゥマイア保安官。両親の悪業に幼い心を痛めながらも、憧れ・敬愛するドゥマイアに打ち明けられずに苦悩するウェンデル夫妻の一人息子フィリップ・・・等々、魅力的な主人公たちが続々と登場。やがて運命の糸は1970年代、彼らの子孫であるポール・ギャレットとモーガン・ウェンデルの代まで繋がっていく事になる。

## スタッフ
- 監督
  - ヴァージル・W・ヴォーゲル
  - ポール・クラスニー
  - ハリー・フォーク
  - バーナード・マケヴィティ
- 脚本
  - ジョン・ワイルダー
  - ジェリー・ジーグマン
  - チャールズ・ラーソン
- 撮影
  - デューク・キャラハン
  - ロナルド・ブラウン
  - ジャック・R・マークエット
  - チャールズ・W・ショート
- 音楽：ジョン・アディソン

## サブタイトル&キャスト
NHKで放送された際のサブタイトル（英語表記は本国のオリジナルタイトル）と各回の初登場人物。（）内数字は退場回。

### 第1話「勇士」 Only the Rocks Live Forever
- レームビーバー：デビッド・ヤネス → レイ・トレイシー → マイケル・アンサラ（声：小林清志）
- パスキネル：ロバート・コンラッド（声：中尾彬）（〜2）
- アレキザンダー・マキーグ：リチャード・チェンバレン（声：滝田裕介）（〜4）
- クレイバスケット：バーバラ・カレラ（声：今井和子）（〜5）
- ハーマン・バックワイス：レイモンド・バー（声：里居正美）（〜2）
- リーザ・バックワイス・パスキネル：サリー・ケラーマン（〜2）
- ジョー・ビーン：クリント・ウォーカー

### 第2話「野望」 The Yellow Apron
- ジャック（ジェイク）・パスキネル：スティーヴン・マクハティ（声：寺田農）（〜5）
- マルセル（マイク）・パスキネル：カリオ・サレム（〜5）

### 第3話「新天地」 The Wagon and the Elephant
- マクスウェル・マーシー少佐：チャド・エヴェレット（声：勝部演之）（〜5）
- オリヴァー・シーカム：ティモシー・ダルトン（声：瑳川哲朗）（〜9）
- リーヴァイ・ゼント：グレゴリー・ハリソン（声：樋浦勉）（〜8）
- エリー・ゼント：ステファニー・ジンバリスト
- ルシンダ・マキーグ：クリスティナ・レインズ（〜10）
- サム・パーチャス：ドナルド・プレザンス

### 第4話「和解工作」 For as Long as the Water Flows
- ハンス・ブルンバー：アレックス・カラス（声：福田豊土）（〜11）
- フランク・スキマホーン大佐：リチャード・クレンナ（声：千葉耕市）（〜5）
- アッシャー将軍：パーネル・ロバーツ（〜5）
- ジョン・マッキントッシュ大尉：マーク・ハーモン（〜5）

### 第5話「虐殺」 The Massacre
- ジョン・スキマホーン：クリフ・デ・ヤング（声：金内吉男）（〜10）

### 第6話「大行軍」 The Longhorns
- Ｒ・Ｊ・ポティート：デニス・ウィーバー（声：宍戸錠）
- ジム・ロイド（少年）：マイケル・ルクエア
- ナチョ・ゴメス：ラファエル・キャンポス（〜10）
- ネイト・パーソン：グリン・ターマン（〜7）
- ビフ・コッカー：レス・レノン（〜7）

### 第7話「対立」 The Shepherds
- ジム・ロイド（成人）：ウィリアム・アザートン（声：天田俊明）（〜11）
- シャルロット・シーカム：リン・レッドグレイヴ（声：鳳八千代）（〜11）
- アクセル・ドゥマイア保安官：ブライアン・キース（声：内藤武敏）（〜10）
- クレマ・ゼント：エイドリアン・ラルーサ（〜10）
- メソモア・ギャレット：クリント・リッチー（〜10）

### 第8話「挫折」 The Storm
- メルヴィン・ウェンデル：アンソニー・ザーブ（声：大塚周夫）（〜11）
- モード・ウェンデル：ロイス・ネトルトン（声：小原乃梨子）（〜11）
- フィリップ・ウェンデル（少年）：ダグ・マッキーオン（〜10）
- フィンレイ・パーキン：クライブ・レヴィル（〜9）

### 第9話「完全犯罪」 The Crime
- トランキリーノ・マルケス：A・マルティネス（〜11）
- ゾーレン・ソレンセン：サンディ・マックピーク

### 第11話「嵐」 The Winds of Death
- アール・グリービー：クロード・ジャーマン・ジュニア
- アリス・グリービー：ジュリー・ソマーズ
- ハート判事：ダナ・エルカー
- フィリップ・ウェンデル（成人）：モーガン・ポール
- ビリー・ギャレット：アラン・ヴィント
- ポール・ギャレット（少年）：スティーブ・ショウ

### 第12話「永遠の大地」 The Scream of Eagles
- ポール・ギャレット／ナレーター：デビッド・ジャンセン（声：小林昭二）
- モーガン・ウェンデル：ロバート・ヴォーン（声：田口計）
- ルイス・ヴァーナー教授：アンディ・グリフィス
- シドニー・エンダーマン：シャロン・グレス（声：寺田路恵）
- ファラ・マルケス：カーミン・マローセロ（声：中島葵）
- シスコ・カレンダー：メリル・ハガード
- ネイト・パーソン三世：ロバート・ドゥーキー